# Břetislav Bakala
Břetislav Bakala (12 de fevereiro de 1897 - 1 de abril de 1958) foi um compositor e pianista da República Checa, esposo de Marie Bakalová-Šíšová, também música.
Realizou os seus primeiros estudos em Brno, no conservatório, junto a František Neumann, e, na escola de órgão com Leoš Janáček.
No ano de 1922, continua-os na escola de Mestres, também no conservatório. Todavia, desde 1920 até 1925 (e, posteriormente, de 1929 a 1931), trabalhou no Teatro Nacional Checo, na mesma cidade. Este período foi interrompido, sendo que Břetislav rumou aos EUA, onde se tornou organista na cidade de Filadélfia. 
Depois de um ano em terras americanas, retornou ao seu país em 1926, trabalhando, desta feita, na Orquestra de Rádio Checa, também em Brno e, em 1931, concretizou uma ópera, em cooperação com Osvald Chlubna.
Em 1951, passou a leccionar na recentemente fundada Academia de Artes de Janáček. Porém, descontente com a profissão, tornou-se, então, director e condutor da famosa Orquestra Filarmónica de Brno.
Todas as óperas que compôs até este período foram transformadas em peças de piano, todavia, sem excelsos sucessos.
Faleceu sete anos depois, em 1958.